# Stipa karstenii
Stipa karstenii är en gräsart som beskrevs av Albert Spear Hitchcock. Stipa karstenii ingår i släktet fjädergrässläktet, och familjen gräs. Inga underarter finns listade i Catalogue of Life.